# Paul-Maurice Duthoit
Pour les articles homonymes, voir Duthoit.
Paul-Maurice Duthoit est un peintre français né à Lille le 20 novembre 1856.

## Biographie
Fils de Marie Rose Natalie Wallez (1822-1897), il est reconnu et légitimé par le mariage de sa mère en 1872 avec Léon Louis Duthoit (1815-1897).
Au lycée de Lille où il fait ses études, il se fait déjà remarquer pour ses prédispositions au dessin. Il suit ensuite les cours des Écoles académiques de sa ville natale avant de les poursuivre à Paris.
Il intègre les Ateliers Gérôme et Humbert en 1878 sous la direction de Jean-Léon Gérôme et Ferdinand Humbert. Il a été l'élève de Auguste-Barthélémy Glaize. En 1879, il expose au Salon des Champs Élysées son tableau Portrait de femme. En 1880, un portrait en pied M.L.D. attire l'attention des critiques d'art sur le jeune artiste lillois.
En 1885, il épouse Laurence Adélaïde Raillard.
Il est Sociétaire des Artistes Français depuis 1886.
Il a été membre et secrétaire du Dîner artistique et littéraire des Enfants du Nord de 1889 à 1892.
Devenu veuf en 1889, il épouse en secondes noces, en 1894, Suzanne Laure Marie Léonie Chatenay (1864-1918).
Il vit au no 69 de la rue de Chabrol avec sa fille Yvonne (1895-1976) lorsque celle-ci se marie en 1920[réf. nécessaire].

## Quelques œuvres
- L'Aïeule, 1886 - Musée La Piscine, Roubaix
- L'orpheline, 1888, Musée de Reims
- Jeune Mère - 1891 - Musée des Beaux-Arts d'Angers
- La Solitude - 1888 - Musée des Beaux-Arts de Lille
- Les Nymphes au tombeau d'Adonis - 1895 - Musée de Cambrai (disparu)
- Portrait en buste de Bretonne - 1896 - Musée de Quimper
- Tête de nègre, avant 1905 - Musée de Dunkerque
- L'Angélus en mer - Musée d'Arras
- L'Attente - Musée de Calais
- La Madone de la lagune - Musée de Périgueux
- La Parisienne - Musée de Tourcoing
- La ronde de printemps - Musée de Parthenay